# تشا جونغ بوك
تشا جونغ بوك (بالكورية: 차종복) (ولد في 29 يناير 1980) هو لاعب هوكي الحقل كوري جنوبي شارك في دورة الألعاب الأولمبية الصيفية 2008 و2012.

## روابط خارجية
- تشا جونغ بوك على موقع أوليمبيديا (الإنجليزية)